# Tricholathys monterea
Tricholathys monterea is een spinnensoort in de taxonomische indeling van de kaardertjes (Dictynidae).
Het dier behoort tot het geslacht Tricholathys. De wetenschappelijke naam van de soort werd voor het eerst geldig gepubliceerd in 1958 door Ralph Vary Chamberlin  & Willis J. Gertsch.